# بوپیواکائین
بوپیواکائین (به انگلیسی: Bupivacaine)، که با نام تجاری Marcaine و دیگر نام‌ها عرضه می‌شود، دارویی است که برای بی‌حسی موضعی استفاده می‌شود. در بلاک عصبی، در اطراف عصبی که ناحیه را پوشش می‌دهد، یا به فضای اپیدورال کانال نخاعی تزریق می‌شود. این دارو با مقدار کمی اپینفرین مخلوط می‌شود تا مدت زمان اثر آن افزایش یابد. به‌طور معمول در عرض ۱۵ دقیقه شروع به اثرگذاری می‌کند و ۲ تا ۸ ساعت این اثر باقی می‌ماند.
عوارض جانبی احتمالی عبارتند از خواب آلودگی، انقباض عضلات، وزوز گوش، تغییر در بینایی، کاهش فشار خون و ضربان نامنظم قلب. نگرانی‌هایی وجود دارد که تزریق آن به مفصل می‌تواند باعث ایجاد مشکل در غضروف شود. بوپیواکائین غلیظ برای انجماد اپیدورال توصیه نمی‌شود. همچنین انجماد اپیدورال ممکن است طول مدت زایمان را افزایش دهد. این ماده یک بی‌حس‌کننده موضعی از گروه آمید است.
بوپیواکائین در سال ۱۹۵۷ ثبت شد. این دارو همکنون در فهرست داروهای ضروری سازمان بهداشت جهانی قرار دارد. بوپیواکائین به عنوان یک داروی ژنریک نیز در دسترس است شکلی از این دارو به صورت درون‌کاشت با نام تجاری (Xaracoll) برای استفاده پزشکی در ایالات متحده در آگوست ۲۰۲۰ تأیید شد.